# 耦合性 (計算機科學)
耦合性（英語：Coupling）或稱耦合力或耦合度，是一種軟體度量，是指一程式中，模組及模組之間資訊或參數依赖的程度。
而内聚性（英語：Cohesion）是一個和耦合性相對的概念，一般而言低耦合性代表高内聚性，反之亦然。耦合性和内聚性都是由提出結構化設計概念的賴瑞·康斯坦丁所提出。低耦合性是結構良好程式的特性，低耦合性程式的可讀性及可維護性會比較好。

## 耦合性的分類

耦合性的概念模型

耦合性可以是低耦合性（或稱為鬆散耦合），也可以是高耦合性（或稱為緊密耦合）。以下列出一些耦合性的分類，從高到低依序排列：
內容耦合（content coupling，耦合度最高）也稱為病态耦合（pathological coupling）当一个模块直接使用另一个模块的内部数据，或通过非正常入口而转入另一个模块内部。
共用耦合/公共耦合（common coupling）也稱為全局耦合（global coupling.）指通过一个公共数据环境相互作用的那些模块间的耦合。公共耦合的复杂程度随耦合模块的个数增加而增加。
外部耦合（external coupling）發生在二個模組共用一個外加的資料格式、通訊協定或是設備界面，基本上和模組和外部工具及設備的溝通有關。
控制耦合（control coupling）指一个模块调用另一个模块时，传递的是控制变量（如开关、标志等），被调模块通过该控制变量的值有选择地执行块内某一功能;
特徵耦合/标记耦合（stamp coupling）也稱為資料結構耦合，是指幾個模組共享一個複雜的資料結構，如高级语言中的数组名、记录名、文件名等这些名字即标记，其实传递的是这个数据结构的地址;
資料耦合/数据耦合（data coupling）是指模組藉由傳入值共享資料，每一個資料都是最基本的資料，而且只分享這些資料（例如傳遞一個整數給計算平方根的函數）。
訊息耦合（message coupling，是無耦合之外，耦合度最低的耦合）可以藉由以下二個方式達成：狀態的去中心化（例如在物件中），組件間利用傳入值或訊息傳遞來通訊。
無耦合：模組完全不和其他模組交換資訊。

### 物件導向程式設計
子類別耦合（subclass coupling）描述子類別和父類別之間的關係，子類別連結到父類別，但父類別沒有連結到子類別。
時空耦合（temporal coupling）二個動作只因為同時間發生，就被包裝在一個模組中。
後來的研究提出了許多不同層面的耦合性，並且用來評估實務上各種的模組化法則的實施程度。

## 缺點
緊密耦合的系統在開發階段有以下的缺點：
1. 一個模組的修改會產生漣漪效應，其他模組也需隨之修改。
2. 由於模組之間的相依性，模組的組合會需要更多的精力及時間。
3. 由於一個模組有許多的相依模組，模組的可復用性（英语：reusability）低。

## 改善方法
機能設計是一種可以降低耦合性的方法，此方法以機能性的角度設法限制各模組需負責的事務。在類別A及B之間，若有以下任何一種情形，會提高二者的耦合性：
- A有一個屬性是參考類別B（此屬性的形態為類別B）
- A呼叫物件B提供的服務
- A有一個方法會參考類別B（此方式會傳回一形態為類別B的物件）
- A是類別B的子類別。

鬆散耦合是指二個彼此相關的模組，其中的介面是一個簡單而穩定的介面，且其介面和任一模組內部的實現方式無關（參考信息隐藏）。
像CORBA或组件对象模型等系統，允許一物件在不知道另一物件實現方式的情形下和另一物件互動。這類系統甚至允許一物件和用其他語言撰寫的物件進行互動。

## 耦合性和內聚性
耦合性和內聚性二個名詞常一起出現，用來表示一個理想模組需要有的特點，也就是低耦合性及高內聚性。耦合性著重於不同模組之間的相依性，而內聚性著重於一模組中不同功能之間的關聯性。低內聚性表示一個模組中的各機能之間沒什麼關聯，當模組擴充時常常會出現問題。

## 模組的耦合性
以下是一種計算模組耦合性的方法：
對於資料和控制流的耦合：
- di：輸入資料參數的個數
- ci：輸入控制參數的個數
- do：輸出資料參數的個數
- co：輸出控制參數的個數

全域耦合：
- gd：用來儲存資料的全域變數
- gc：用來控制的全域變數

環境耦合：
- w：此模組呼叫的模組個數（扇出）
- r：呼叫此模組的模組個數（扇入）

{\displaystyle \mathrm {Coupling} (C)=1-{\frac {1}{d_{i}+2\times c_{i}+d_{o}+2\times c_{o}+g_{d}+2\times g_{c}+r+w}}}
若Coupling(C)數值越大，表示模組耦合的情形越嚴重，數值一般會界於0.67（低度耦合）到1.0（高度耦合）之間。
舉例，若一模組只有一個輸入資料參數，一個輸出資料參數：
{\displaystyle C=1-{\frac {1}{1+0+1+0+0+0+1+0}}=1-{\frac {1}{3}}=0.67}
若一模組的輸入資料參數、輸入控制參數、輸出資料參數及輸出控制參數都是5個，存取10個全域變數，扇出和扇入的模組個數別是3個及4個：
{\displaystyle C=1-{\frac {1}{5+2\times 5+5+2\times 5+10+0+3+4}}=0.98}